# 多久納所テレビ中継局
多久納所テレビ中継局（たくのうそテレビちゅうけいきょく）は、佐賀県多久市に置かれているテレビ中継局である。

## 概要
- 当中継局は、市南西部に置かれ、該当地域や周辺地域へ電波を発射している。
- なお、本項では2010年（平成22年）6月1日に開局したデジタル中継局についても併せて記述する。

## 施設概要

### 地上デジタルテレビ放送
| リモコンキーID | 放送局名          | 物理チャンネル | 空中線電力 | ERP   | 放送対象地域 | 放送区域内世帯数 | 放送開始日               |
| 1              | NHK佐賀総合テレビ | 15ch           | 10mW       | 130mW | 佐賀県       | 235世帯          | 2010年（平成22年）6月1日 |
| 2              | NHK佐賀教育テレビ | 23ch           | 10mW       | 125mW | 全国         | 235世帯          | 2010年（平成22年）6月1日 |
| 3              | stsサガテレビ     | 27ch           | 10mW       | 125mW | 佐賀県       | 235世帯          | 2010年（平成22年）6月1日 |

- 2010年（平成22年）4月30日に予備免許交付、5月14日から31日まで試験放送実施、5月27日に本免許交付、6月1日から本放送開始。

### 地上アナログテレビ放送
| 放送局名          | チャンネル | 空中線電力          | ERP                 | 放送対象地域 | 放送区域内世帯数 |
| NHK佐賀教育テレビ | 37ch       | 映像100mW /音声25mW | 映像1.2W /音声300mW | 全国         | 約-世帯          |
| NHK佐賀総合テレビ | 39ch       | 映像100mW /音声25mW | 映像1.2W /音声300mW | 佐賀県       | 約-世帯          |
| stsサガテレビ     | 45ch       | 映像100mW /音声25mW | 映像1.2W /音声300mW | 佐賀県       | 約-世帯          |

- 1982年（昭和57年）5月28日に開局し、2011年（平成23年）7月24日で廃局となった。
- 2005年（平成17年）2月10日から3月8日の期間内に、アナアナ変換により、NHK総合が47chから39chに、NHK教育が49chから37chにそれぞれ変更された。

## 置局住所
- 多久市東多久町大字納所字三北方2336-16（旧納所小学校北方高地）